# جعليون
الجعليين من القبائل العربية الهاشمية القرشية الكنانية ، ينتشرون في السودان ومصر والسعودية.
في وسط وشمال السودان استوطنوا نهر النيل في المنطقة التي تقع شمال الخرطوم من الشلال السادس (السبلوقة) حجر العسل، إلى منطقة أبو حمد. وتعتبر مدينة شندي عاصمتهم التاريخية. وكذلك مدينة المتمة. وكانوا يمتهنون الزراعة والتجارة وهذه المهنة قادتهم إلى الهجرة داخل السودان وتتركز قبائل المجموعة الجعلية في الولاية الشمالية، وولاية نهر النيل، وولاية الخرطوم، والجزيرة، وولاية شمال كردفان، كما ينتشرون في ولايات أخرى.
ومن تلك القبائل على سبيل المثال: المناصير، والعوضية والجموعية، والبديرية، والبطاحين، والجوامعة، والشايقية، والرباطاب بالإضافة للجعليين الذين ليس لهم إلا هذا الاسم، وهم أبناء عرمان الذين يمتد موطنهم من شلال السبلوقة إلى عطبرة تقريباً. وحكم ملوك قبيلة الجعليين من المتمة لمدة تزيد على قرنين (1588م إلى 1821م)، ويمتد نسبهم إلى العباس بن عبد المطلب بن هاشم إحدى بطون قبيلة بني كنانة.

## النسب
تسلسل النسب من الستة هم آخر ملوك (مك) هم إدريس (أبو دريع) وبشارة والفحل ونمر وكمبلاوي ودياب أبناء عبد السلام (الفتلوب) بن إدريس التولي بن سليمان العدار بن دياب البرنس بن سعد أبو دبوس (قيل أنه رجل صالح وهو جد السعداب) بن عبد السلام بن عبد المعبود بن عدلان (وله إخوة وهم نافع ونفيع وجابر وجبير وعبد العال ومسلم) بن عرمان بن ضواب بن غانم بن حميدان بن صبح أبو مرخه بن مسمار بن سرار بن السلطان حسن كردم بن أبو الديس قضاعة بن عبد الله بن حرقان بن مسروق بن أحمد بن إبراهيم جعل بن إدريس بن قيس بن يمن بن عدنان بن قصاص بن كرب بن محمد هاطل بن أحمد ياطل بن محمد ذو الكلاع بن سعد بن الفضل بن العباس بن محمد بن علي بن عبد الله بن العباس بن عبد المطلب بن هاشم بن عبد مناف بن قصي بن كلاب بن مرة بن كعب بن لؤي بن غالب بن فهر بن مالك بن النضر جد قريش بن كنانة بن خزيمة بن مدركة بن إلياس بن مضر بن نزار بن معد بن عدنان.

## الملوك
| الإسـم              | مدّة حكمه | فترة حكمه     | ملاحظــات   |
| ------------------- | -------- | ------------- | ----------- |
| سعد أبو دبوس        | (20)     | 1588 م-1608 م |             |
| سليمان العدار       | (7)      | 1608 م-1615 م |             |
| إدريس بن سليمان     | (35)     | 1615 م-1650 م |             |
| المك عبد السلام     | (1)      | 1650 م-1651 م |             |
| الفحل بن عبد السلام | (15)     | 1651 م-1666 م |             |
| إدريس عبد السلام    | (6)      | 1666 م-1672 م |             |
| دياب عبد السلام     | (12)     | 1672 م-1684 م |             |
| كمبلاوي عبد السلام  | (3)      | 1684 م-1687 م |             |
| بشارة عبد السلام    | (7)      | 1687 م-1694 م |             |
| سليمان بن سالم      | (15)     | 1694 م-1709 م |             |
| سعد الثاني (أخوه)   | (2)      | 1709 م-1711 م |             |
| إدريس الثالث        | (20)     | 1711 م-1731 م | قتله الفونج |
| سعد إدريس الثالث    | (40)     | 1731 م-1771 م |             |
| مساعد إدريس الثالث  | (13)     | 1771 م-1784 م |             |
| مساعد سعد إدريس     | (14)     | 1784 م-1797 م |             |
| المك محمد           | (13)     | 1798 م-1810 م |             |
| المك نمر            | (17)     | 1810 م-1827 م |             |